# Aleister Black
Tom Budgen (Alkmaar, 19 de maio de 1985) é um lutador profissional holandês. Ele trabalha atualmente para a WWE, na marca SmackDown, sob o nome de ringue Aleister Black. Ele também é conhecido por sua passagem na All Elite Wrestling (AEW) de 2021 a 2025, sob o nome Malakai Black.
Antes de assinar com a WWE, Budgen trabalhou para diversas promoções da Europa, Estados Unidos e Japão sob o nome de ringue Tommy End. Ele lutou principalmente pela Insane Championship Wrestling (ICW), Progress Wrestling, Pro Wrestling Guerrilla (PWG) e Westside Xtreme Wrestling (wXw), detendo vários campeonatos como o wXw Unified World Heavyweight Championship, wXw World Lightweight Championship, wXw World Tag Team Championship, ICW Tag Team Championship e Progress Tag Team Championship.
Büdgen se juntou à marca NXT da WWE em abril de 2017, estreando no NXT TakeOver: Orlando. Ele conquistou o Campeonato do NXT uma vez e o Dusty Rhodes Tag Team Classic uma vez (com Ricochet) antes de ser transferido para a marca Raw, sendo posteriormente draftado para a marca SmackDown. Ele então apareceu esporadicamente antes de ser liberado em 2021. De 2021 a 2025, Black foi contratado pela All Elite Wrestling atuando sob o nome de ringue Malakai Black; ele conquistou o Campeonato Mundial de Trios da AEW uma vez.

## Vida
Budgen nasceu na cidade de Alkmaar.
Budgen é conhecido por ter um extenso conhecimento nas artes marciais, e ele competiu em várias artes marciais como kickboxing e silat. Ele ainda treina kickboxing até os dias de hoje. Ele adaptou a maioria dos seus antecedentes em seu estilo, dando-lhe uma habilidade impressionante, e é conhecido por utilizar combinações devastadoras e surpreendentes para finalizar seus adversários. O kickboxing continua sendo a maior influência em seu estilo.

## Carreira

### Circuito independente(2002–2006)
Budgen lutou por um longo período no circuito independente no Reino Unido e Europa sob o nome de ringue Tommy End, trabalhando para promoções como a Insane Championship Wrestling, Progress Wrestling, Over the Top Wrestling e Revolution Pro Wrestling, entre outras. Ele também trabalhou para promoções internacionais, tais como as norte-americanas Combat Zone Wrestling, Evolve e Pro Wrestling Guerrilla, e a japonesa Big Japan Pro Wrestling.

### WWE

#### NXT(2016–2019)
Em junho de 2016, foi informado que Budgen havia assinado com a WWE. Em 19 de outubro, Budgen foi integrado ao WWE Performance Center. Em 3 de novembro, End fez uma aparição em um house show em Ft. Pierce, na Flórida, e fez uma promo dizendo que veio ao NXT para "queimar" tudo. Em 11 de novembro, em house show em San Agustín, Flórida, End fez sua estreia no ringue, derrotando Lince Dorado.
Em 7 de janeiro de 2017, Budgen estreou no NXT sob o nome de ringue Aleister Black. Em 15 de janeiro de 2017, Black fez uma aparição surepresa nas semifinais do WWE United Kingdom Championship Tournament sob o nome de ringue Tommy End, onde foi derrotado por Neville.
Black fez sua estreia televisionada no NXT TakeOver: Orlando, onde derrotou Andrade "Cien" Almas. Na edição de 21 de junho do NXT, ele derrotou Kassius Ohno. Nos meses seguintes, derrotou diversos oponentes nos episódios semanais do NXT, ganhando um estatuto de invencível. Entre as suas várias vitórias em 2017, destacam-se os combates contra Hideo Itami no NXT TakeOver: Brooklyn III e contra Velveteen Dream no NXT Takeover: WarGames.
No episódio de 13 de dezembro de 2017 do NXT, Aleister Black venceu Adam Cole, qualificando-se para um combate Fatal 4-Way, em que o vencedor se tornaria o candidato principal ao NXT Championship. Nesse combate, que se realizou no NXT em 27 de dezembro, também estavam envolvidos Johnny Gargano, Killian Dain e Lars Sullivan. O vencedor acabou por ser Gargano, ficando esta luta marcada por ser a primeira que Black não venceu, apesar de este não ter sofrido o pinfall ou a submissão. 

Nos NXT Year-End Awards de 2017, Aleister Black venceu 3 prémios, sendo considerado o Atleta Masculino do Ano, o Atleta Estreante do Ano e tendo ganho o prémio de Rivalidade do Ano pela sua rivalidade contra Velveteen Dream. Para além disso, o seu combate contra Velveteen Dream no NXT TakeOver: WarGames foi nomeado para combate do ano.

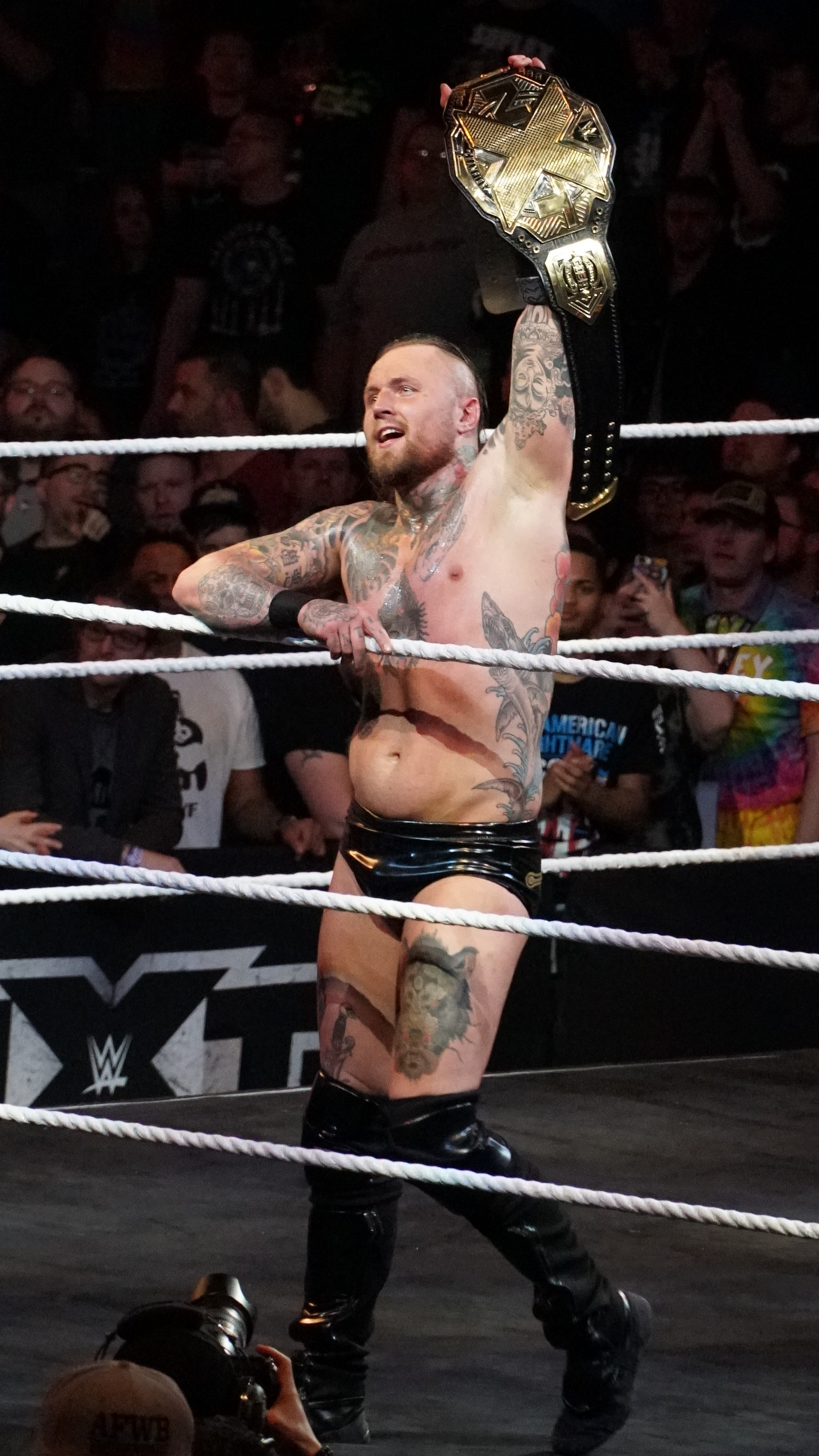
Aleister Black como NXT Champion em 2018

A 10 de janeiro de 2018, Aleister Black juntou-se a Roderick Strong para desafiar a Undisputed Era pelos NXT Tag Team Championships, mas foram derrotados por Bobby Fish e Kyle O'Reilly. No NXT TakeOver: Philadelphia, Aleister voltou a enfrentar Adam Cole, desta vez num combate Extreme Rules, saindo novamente vencedor. A 7 de março, ele derrotou Killian Dain.
Aleister Black entrou numa rivalidade com Andrade "Cien" Almas pelo NXT Championship rumo ao NXT TakeOver: New Orleans, para onde foi marcado um combate entre ambos valendo o título. Durante o combate, a 7 de abril de 2018, Zelina Vega (agente de Andrade) tentou interferir várias vezes, prejudicando Black. No entanto, este conseguiu vencer Andrade por pinfall após aplicar um Black Mass, tornando-se assim NXT Champion e vencendo o seu primeiro título na WWE. 
Na sua primeira defesa pelo título, Aleister Black derrotou Eric Young no episódio de 25 de abril do NXT. Nos meses seguintes, entrou em rivalidade com Lars Sullivan, com quem lutou no NXT TakeOver: Chicago II a 16 de junho. Black saiu vencedor do combate, causando assim a primeira derrota de Lars Sullivan num combate individual na WWE. No episódio de 25 de julho do NXT, Aleister Black colocou o seu título em jogo contra Tommaso Ciampa. Durante o combate, o NXT Champion aplicou o seu movimento de finalização, o Black Mass, porém, o árbitro do combate estava neutralizado devido a um choque com os lutadores. No final, Johnny Gargano apareceu no ringue para prejudicar Ciampa. Gargano tentou atacá-lo com o título do NXT, no entanto, Tommaso Ciampa agachou-se fazendo com que Aleister Black fosse atingido pelo título acidentalmente. De seguida, o desafiante ao título aplicou o seu movimento de finalização e, com o árbitro de volta ao ringue, venceu Black por pinfall. No show do NXT do dia 8 de agosto foi marcado um combate entre o ex-campeão e Gargano. Durante o combate, o novo campeão Tommaso Ciampa interferiu atacando ambos os lutadores e fazendo com que o combate terminasse sem vencedor, o que levou a uma rixa entre os três envolvidos. O general manager do NXT William Regal marcou um combate entre os três para o NXT TakeOver: Brooklyn IV valendo o NXT Championship. Contudo, após um episódio do NXT, Black foi encontrado inanimado no parque de estacionamento das instalações do NXT, ficando impossiblitado de participar no combate triplo que estava agendado para o TakeOver e ausente dos eventos televisionados do NXT por 2 meses.
Durante o seu tempo de ausência, os fãs começaram a criar especulações sobre quem poderia ter atacado Aleister Black. Este mistério também foi promovido durante os programas do NXT. Algumas semanas após o ataque, a lutadora Nikki Cross começou a fazer declarações em que afirmava saber a identidade da pessoa que atacou Black. No episódio do NXT de 17 de outubro, Aleister Black voltou interrompendo um combate entre Nikki Cross e Bianca Belair, em que Nikki sussurra ao ouvido de Black revelando quem o atacou. Na semana seguinte, quando ele estava no ringue falando com William Regal, Johnny Gargano apareceu e atacou-o, sendo revelado como o agressor mistério de Aleister. Duas semanas depois, Gargano revelou o motivo do ataque. Ele disse que atacou Black porque este era um obstáculo no caminho entre ele e as chances de enfrentar Tommaso Ciampa e de conquistar o título do NXT. Um combate entre Gargano e Black foi marcado para o NXT TakeOver: WarGames II que decorreria a 17 de novembro de 2018. O combate, que foi extremamente intenso e disputado, terminou com Aleister Black saindo vencedor após aplicar por duas vezes o Black Mass em Johnny. Uma desforra desse combate foi marcada para o episódio de 19 de dezembro do NXT, em que foi determinada a estipulação de Steel Cage Match. Durante o combate, Aleister estava prestes a escapar pela porta da jaula e a sair-se vitorioso quando o campeão do NXT Tommaso Ciampa apareceu e atacou-o utilizando a porta da jaula. De seguida, Ciampa e Gargano aplicaram o finisher, que outrora usavam como equipa, e Johnny Gargano aplicou o pinfall em Black, saindo vitorioso da luta. Na sequência, foi marcado um combate entre Tommaso Ciampa e Aleister Black pelo NXT Championship, para o NXT TakeOver: Phoenix. Esta seria a primeira chance de Aleister Black recuperar o título que havia perdido em julho.

## No wrestling
- Movimentos de finalização
  - Como Aleister Black
    - Black Mass (Spin kick)[2][40] – 2017–presente

  - Como Tommy End
    - Anti Cross (Modified octopus hold)[4]
    - Owari Death Clutch (Modified dragon sleeper, às vezes seguido de um cutter)[6][40]
    - Owari Death Stomp  (Diving double foot stomp)[6][40][41]
- Movimentos secundários 
  - Brainbuster[41]
  - Múltiplas variações de chutes
  - Múltiplas variações de joelhadas
  - Múltiplas variações de suplex
  - Múltiplas combinações de golpes
  - Nephilim (Springboard moonsault após saltar por cima do corner)
  - Quebrada (No-handed springboard moonsault)
- Alcunhas
  - "The End"[4]
  - "The Anti-Hero"
  - "Hellion"
  - "The Dutch Destructor"
  - "The Ominous Man from Amsterdam"

## Títulos e prêmios
- Adriatic Special Combat Academy
  - Super 8 Cup II (2013)
- All Elite Wrestling
  - AEW World Trios Championship (1 vez) – com Brody King e Buddy Matthews[42]
- Catch Wrestling Norddeutschland
  - CWN Mittelgewichtsmeisterschaft Championship (1 vez)[43][44]
- Fiend Wrestling Germany
  - FWG Lightweight Championship (1 vez)[44][45]
  - FWG Lightweight Title Tournament (2009)
- Fight Club: PRO
  - FCP Championship (1 vez)[46][47]
- Freestyle Championship Wrestling
  - FCW Deutschland Lightweight Championship (1 vez)[48]
- Insane Championship Wrestling
  - ICW Tag Team Championship (1 vez) – com Michael Dante[49][50][51]
- International Catch Wrestling Alliance
  - ICWA Heavyweight Championship (1 vez)[52]
  - ICWA World Junior Heavyweight Champion (1 vez)[53]
  - ICWA European Tag Team Championship/NWA European Tag Team Championship (1 vez) – com Michael Dante[54]
- Pro Wrestling Holland
  - PWH Tag Team Championship (1 vez) – com Michael Dante[55]
- Pro Wrestling Illustrated
  - PWI o colocou na #102ª posição dos 500 melhores lutadores individuais na PWI 500 em 2017.[56]
- Pro Wrestling Showdown
  - PWS Heavyweight Championship (1 vez)[57]
- Progress Wrestling
  - Progress Tag Team Championship (1 vez) – com Michael Dante[58]
  - Super Strong Style 16 (2016)[59]
- Southside Wrestling Entertainment
  - SWE Tag Team Championship (1 vez) – com Michael Dante[60]
- westside Xtreme wrestling
  - wXw Unified World Wrestling Championship (1 vez)[6]
  - wXw World Lightweight Championship (2 vezes)[6]
  - wXw World Tag Team Championship (2 vezes) – com Michael Dante[61]
  - 16 Carat Gold Tournament (2013, 2015)[62]
  - Chase The Mahamla (2011)[63]
  - World Lightweight Tournament (2006)[64]
- WWE NXT
  - NXT Championship (1 vez)
  - NXT Year-End Award (3 vezes)
    - Male Competitor of the Year (Competidor Masculino do Ano) (2017)[65]
    - Breakout Star of the Year (Revelação do Ano) (2017)[65]
    - Rivalry of the Year (Rivalidade do Ano) (2017)[65] – vs. Velveteen Dream